# Eupsophus septentrionalis
Espèce
Synonymes
- Eupsophus queulensis Veloso, Celis-Diez, Guerrero, Méndez-Torres, Iturra-Constant & Simonetti, 2005

Statut de conservation UICN

 EN B1ab(iii) : En danger
Eupsophus septentrionalis est une espèce d'amphibiens de la famille des Alsodidae.

## Répartition
Cette espèce est endémique du Chili. Elle se rencontre dans la réserve Nationale Los Queules dans la province de Concepción et des environs de la réserve nationale Los Ruiles dans la province de Cauquenes.

## Publication originale
- Ibarra-Vidal, Ortiz & Torres-Pérez, 2004 : Eupsophus septentrionalis n. sp. nueva especie leptodactylidae (Amphibia) de Chile central. Boletín de la Sociedad de Biología de Concepción, vol. 75, p. 91-102.